# الاجتياح الإسرائيلي لقطاع غزة (2023 – الآن)
في مساء يوم 27 أكتوبر 2023، شن جيش الاحتلال الإسرائيلي توغلًا بريًا داخل قطاع غزة، وهو جزء من الحرب الفلسطينية الإسرائيلية الذي سمته إسرائيل السيوف الحديدية وذلك بهدف الاشتباك مع مقاتلي حماس وتحديد موقع اسرى الحرب الإسرائيليين المختطفين وإنقاذهم، وقد استشهد أكثر من 45,000 فلسطيني في غزة منذ بدء العملية الإسرائيلية، ومن بينهم أكثر من 13000 طفل و9000 امرأة، بالإضافة إلى 7000 شخص آخرين في عداد المفقودين ويفترض أنهم لقوا حتفهم تحت أنقاض المباني المدمرة. وبحلول منتصف ديسمبر/كانون الأول، كانت إسرائيل قد أسقطت 29 ألف قذيفة على غزة، فدمرت أو ألحقت أضراراً بـ 70 بالمائة من المنازل، ودمرت مئات المعالم الثقافية، وألحقت أضراراً بعشرات المقابر. ويقول الخبراء أن حجم ووتيرة الدمار في غزة هو من بين أشد الدمار في التاريخ الحديث.
تطورت أزمة إنسانية حادة، حيث أصبحت الرعاية الصحية في حالة انهيار، ونقص الغذاء والمياه النظيفة والأدوية والوقود بسبب الحصار، انقطاع التيار الكهربائي والاتصالات، وتحذير الأمم المتحدة من مجاعة محتملة. أفادت التقارير على نطاق واسع أنه "لا يوجد مكان آمن في غزة" حيث قصفت إسرائيل المناطق التي طلبت من الفلسطينيين في السابق الإخلاء إليها. أدى مقتل المدنيين على نطاق واسع إلى اتهامات لإسرائيل بارتكاب جرائم حرب. ونزح ما يقرب من 2.3 مليون من سكان غزة داخليًا،، كما نزح حوالي 250.000 إلى 500.000 إسرائيلي داخليًا بينما احتجزت اعتقلت آلاف الفلسطينيين، وذكرت إسرائيل أنها فقدت 353 جنديًا إضافيًا في غزوها اعتبارًا من 13 أكتوبر 2023.
ونتيجة للغزو، أقامت جنوب أفريقيا دعوى ضد إسرائيل في محكمة العدل الدولية، متهمة إسرائيل بأنها مذنبة بارتكاب جريمة إبادة جماعية، وطالبت محكمة العدل الدولية باتخاذ تدابير حماية مؤقتة، وتشمل الاتهامات الأخرى استهداف المدنيين وتجويع سكان غزة من قبل إسرائيل، واستخدام الدروع البشرية واحتجاز الرهائن الإسرائيليين من قبل حماس.
لكن لم يتم أخذ اي إجراء حقيقي ضد اسرائيل، ما أسفر عن 61,599 مجموع الشهداء في قطاع غزة منذ السابع من أكتوبر عام 2023 الى اليوم الثالث عشر من أغسطس عام 2025, منهم 18,592 أطفال، 12,400 نساء، 4,412 مُسن، 1,411 شهداء الطواقم الطبية، 800 شهداء الكوادر التعليمية، 113 شهداء الدفاع المدني، 203 شهداء موظفي الأونروا، 11,200 عدد المفقودين منهم 4,700 مفقودين من النساء و الأطفال ، و 238 شهداء الصحافة، ما أدّى إلى خسارة جميع طاقم قناة الجزيرة الإخبارية اللذين كانوا الصوت و الأمل الوحيد لنقل معاناة أهل غزة. 

## الهجوم البري
في مساء يوم 27 أكتوبر/تشرين الأول، شن جيش الاحتلال الإسرائيلي هجوماً برياً على بلدتي بيت حانون والبريج في قطاع غزة. حدث الهجوم وسط سلسلة من الغارات الجوية الإسرائيلية واسعة النطاق التي أدت إلى قطع الاتصالات المتنقلة والوصول إلى الإنترنت في غزة.
في 28 أكتوبر، ادَّعت إسرائيل إن الوحدات المنتشرة داخل قطاع غزة في الليلة السابقة لا تزال على الأرض، مما يمثل بداية الغزو الإسرائيلي لقطاع غزة. أعلن الجيش الإسرائيلي أنه "يوسع عملياته البرية" في قطاع غزة. أعاد الجيش الإسرائيلي إصدار نداء لسكان غزة لإخلاء الشمال حيث قال رئيس الوزراء بنيامين نتنياهو إن "المرحلة الثانية من الحرب قد بدأت".
وفي 29 أكتوبر، استولى الجنود الإسرائيليون على بلدة السيافا في قطاع غزة ورفعوا علمهم في البلدة. تقدم جيش الاحتلال الإسرائيلي على ثلاثة محاور، وفي الوقت نفسه زادت حدة الغارات الجوية والقصف المدفعي.  ووصف تيدروس أدهانوم غيبريسوس، رئيس منظمة الصحة العالمية، التقارير الواردة من الهلال الأحمر الفلسطيني بشأن الدخان والغبار بأنها "مثيرة للقلق العميق"، مما دفع الموظفين إلى إعطاء أقنعة التنفس لبعض المرضى. ويُعتقد أن حوالي 14 ألف مدني يحتمون بالمستشفى أو بالقرب منه. وكان مستشفى القدس قد تلقى تحذيراً بالإخلاء العاجل مع إشعار بأنه "سيتم قصفه". وأكد مجددا أنه "من المستحيل إخلاء المستشفيات المليئة بالمرضى دون تعريض حياتهم للخطر". واستهدفت الغارات الجوية الإسرائيلية المنطقة المحيطة بالمستشفى، مما أدى إلى ملء أجزاء من المبنى. وذكرت وكالة أسوشيتد برس أن الغارات الجوية الإسرائيلية دمرت أيضًا الطرق المؤدية إلى مستشفى الشفاء، مما زاد من صعوبة الوصول إليه. وفي وقت لاحق من اليوم، قالت حماس إن المسلحين الفلسطينيين اشتبكوا مع الدبابات الإسرائيلية في شارع صلاح الدين بغزة وأجبروها على التراجع. كما ذكر معهد دراسة الحرب أن إسرائيل انسحبت من الطريق. ووصف تيدروس أدهانوم غيبريسوس، رئيس منظمة الصحة العالمية، التقارير الواردة من الهلال الأحمر الفلسطيني بشأن الدخان والغبار بأنها "مثيرة للقلق العميق"، مما دفع الموظفين إلى إعطاء أقنعة التنفس لبعض المرضى. ويُعتقد أن حوالي 14 ألف مدني يحتمون بالمستشفى أو بالقرب منه. وكان مستشفى القدس قد تلقى تحذيراً بالإخلاء العاجل مع إشعار بأنه "سيتم قصفه". وأكد مجددا أنه "من المستحيل إخلاء المستشفيات المليئة بالمرضى دون تعريض حياتهم للخطر". واستهدفت الغارات الجوية الإسرائيلية المنطقة المحيطة بالمستشفى، مما أدى إلى ملء أجزاء من المبنى. وذكرت وكالة أسوشيتد برس أن الغارات الجوية الإسرائيلية دمرت أيضًا الطرق المؤدية إلى مستشفى الشفاء، مما زاد من صعوبة الوصول إليه. وفي وقت لاحق من اليوم، قالت حماس إن المسلحين الفلسطينيين اشتبكوا مع الدبابات الإسرائيلية في شارع صلاح الدين بغزة وأجبروها على التراجع. كما ذكر معهد دراسة الحرب أن إسرائيل انسحبت من الطريق.
في 30 أكتوبر، أغلق جيش الاحتلال الإسرائيلي قطعه طريق صلاح الدين، وهو طريق رئيسي يربط بين الأجزاء الشمالية والجنوبية من قطاع غزة. بالإضافة إلى ذلك، شوهدت دبابات إسرائيلية في حي الزيتون بمدينة غزة. وقال أحد السكان المحليين لوكالة فرانس برس إن الإسرائيليين "قطعوا طريق صلاح الدين ويطلقون النار على أي مركبة تحاول السير على طوله". كما أفاد شهود عيان، وأظهر مقطع فيديو، أن دبابة إسرائيلية أطلقت النار على سيارة أجرة ترفع علماً أبيض على سطحها، كانت تحاول الدوران، وقال متحدث عسكري إسرائيلي "لم يظهر للجيش الإسرائيلي أي دليل على أن هذه سيارة مدنية ولا توجد معلومات عمن بداخلها". تم إطلاق سراح جندي إسرائيلي مختطف في نفس اليوم في عملية قادها الجيش الإسرائيلي بمساعدة الشاباك والموساد.
لم تصف الحكومة الإسرائيلية حتى 30 أكتوبر العمليات بأنها غزو على الرغم من أن لديها، وفقًا لفوكس "أسباب سياسية وتكتيكية للتعتيم" بينما تقول صحيفة نيويورك تايمز: "يبدو أن الجيش الإسرائيلي قد بدأ غزو قطاع غزة". صرح زوران كوسوفاتس من قناة الجزيرة أنه من غير الواضح ما إذا كانت الإجراءات هي "تحقيق" أم بداية لشيء أكبر. وحثت الولايات المتحدة إسرائيل على تجنب غزو واسع النطاق والقيام بدلا من ذلك بعمليات "جراحية"  لتجنب وقوع إصابات والتصعيد الإقليمي.
في 30 أكتوبر، اشتبكت كتائب القسام وكتائب المقاومة الوطنية التابعة للجبهة الديمقراطية لتحرير فلسطين مع القوات الإسرائيلية في شمال غرب غزة. إلى ذلك، قصفت كتائب المقاومة الوطنية آليات الاحتلال بقذائف الهاون الثقيلة. في 31 أكتوبر، شنت الغارات الجويَّة الإسرائيلية هجوماً عنيفاً على مدينة جباليا، في مجمع سكني مزدحم، ما أدَّى لحدوث مجزرة ذهبت ضحيتها أكثر من 100 شخص على الأقل.

### حصيلة الضحايا الفلسطينيين

#### الضحايا في 2023
في 4 نوفمبر، أكدت متحدثة باسم الأونروا التقارير التي تفيد بأن إسرائيل شنت غارة جوية على مدرسة تديرها الأمم المتحدة في مخيم جباليا للاجئين. طبقاً لوزارة الصحة في غزة، فقد أدى الهجوم إلى مقتل 15 شخصاً وإصابة عشرات آخرين. بحسب الأونروا، أصابت غارة واحدة على الأقل ساحة المدرسة، حيث نصبت العائلات النازحة خيامها. وقالت وزارة الصحة في غزة إن هجوماً صاروخياً إسرائيلياً آخر على مدخل مستشفى ناصر للأطفال أدى إلى مقتل سيدتين. وذكرت حماس أنها دمرت خلال اليومين الماضيين 24 مركبة إسرائيلية، بما في ذلك دبابة وناقلة جنود مدرعة وجرافة مزودة بأسلحة مضادة للدروع. واستدعت تركيا سفيرها لدى إسرائيل "في ضوء المأساة الإنسانية التي تتكشف في غزة بسبب الهجمات المستمرة التي تشنها إسرائيل على المدنيين ورفض إسرائيل (قبول) وقف إطلاق النار". وقال الرئيس رجب طيب أردوغان للصحفيين إنه يحمل نتنياهو المسؤولية الشخصية عن مقتل المدنيين في غزة، وقال إنه "لم يعد شخصًا يمكننا التحدث إليه". أفاد أبو عبيدة، المتحدث باسم كتائب عز الدين القسام، أنه بسبب الغارات الجوية الإسرائيلية، دُفنت جثث 23 رهينة إسرائيليًا مفقودًا تحت الأنقاض.
في 6 نوفمبر، استهدفت الهجمات الصاروخية الإسرائيلية مجمع الناصر الطبي في مدينة غزة، فأصابت مستشفى الناصر للأطفال، مما أسفر عن مقتل ثمانية أشخاص وإصابة العشرات، وفقًا لقناة الجزيرة. ودعت هيومن رايتس ووتش إلى فرض حظر على الأسلحة ضد إسرائيل وحماس والجماعات الفلسطينية المسلحة الأخرى، واتهمتهم بارتكاب جرائم حرب ضد المدنيين. وذكرت صحيفة وول ستريت جورنال أن إدارة بايدن الأمريكية كانت تخطط لإرسال ما قيمته 320 مليون دولار من "مجموعات القنابل المنزلقة لعائلة سبايس"، وهو نوع من الأسلحة الموجهة بدقة التي تطلقها الطائرات الحربية، إلى إسرائيل. وبموجب الاتفاق، ستقوم شركة رافائيل الأمريكية لصناعة الأسلحة بإرسال القنابل إلى الشركة الإسرائيلية الأم رافائيل لأنظمة الدفاع المتقدمة لتستخدمها وزارة الدفاع الإسرائيلية. وفي 13 نوفمبر 2023، اعتبر وزير الخارجية الإسرائيلي إيلي كوهين، أن "الوقت المتاح للقتال في قطاع غزة ينفد"، مشيرا في تصريحات نقلتها القناة "12" الإسرائيلية: "بقي لدينا حوالي أسبوعين أو 3"، للقتال في غزة. في 20 نوفمبر/تشرين الثاني، حاصرت دبابات الجيش الإسرائيلي المستشفى الإندونيسي في غزة بالكامل بعد إطلاق نار كثيف باستخدام أسلحة المدفعية ضده، وقُتل حوالي 12 فلسطينيًا في اشتباكات حول المستشفى وفقًا لوزارة الصحة في غزة. وكان نحو 700 شخص، بمن فيهم الجرحى والطاقم الطبي، داخل المنشأة عندما حاصرها الجيش الإسرائيلي. ورد رئيس منظمة الصحة العالمية تيدروس أدهانوم غيبريسوس على موقع X (المعروف سابقا بتويتر) قائلا إنه "فزع" من القوات الإسرائيلية وإجراءاتها ضد المستشفى الإندونيسي من خلال إبقاء المصابين والطاقم الطبي داخل المبنى أثناء حصاره. وفي 21 نوفمبر 2023 وصل قتلى الجيش الإسرائيلي منذ بداية العملية العسكرية البرية في قطاع غزة إلى 70 قتيلا. وفي 6 ديسمبر 2023 يواصل الجيش الإسرائيلي محاصرة مدينة خان يونس في جنوب قطاع غزة حيث تجري اشتباكات من الأعنف على الأرض منذ بدء الحرب قبل شهرين. وفي 31 ديسمبر 2023، أعلن الجهاز المركزي للإحصاء الفلسطيني، أن حصيلة القتلى هذا العام تعد أكبر حصيلة شهدتها فلسطين منذ نكبة 1948.

#### الضحايا في 2024
في 22 يناير 2024، أفادت وزارة الصحة في قطاغ غزة، بأن حصيلة الضحايا جراء الضربات الإسرائيلية على القطاع منذ 7 أكتوبر بلغت 25,295 قتيلا و63 ألف مصاب. وفي 24 يناير 2024، أعلنت وزارة الصحة في قطاع غزة ارتفاع عدد القتلى إلى 25700، بينما زاد عدد المصابين إلى 63740. وفي 29 يناير 2024، أعلنت وزارة الصحة الفلسطينية ارتفاع حصيلة القصف الإسرائيلي والعمليات البرية في قطاع غزة إلى 26,637 قتيلا، بينهم ما يزيد على 7100 امرأة أكثر من 10400 طفل.
وفي 7 فبراير 2024، قالت وزارة الصحة في قطاع غزة إن ما لا يقل عن 27,708 فلسطينيين قتلوا وأصيب 67,147 بسبب الغارات الإسرائيلية على غزة منذ السابع من أكتوبر الماضي. وفي 13 فبراير 2024، أعلنت وزارة الصحة الفلسطينية في غزة ارتفاع عدد قتلى الهجوم الإسرائيلي إلى 28,473 قتيلا و68,146 جريحا منذ السابع من أكتوبر 2023. وفي 17 فبراير 2024، أعلنت وزارة الصحة الفلسطينية في غزة، أن حصيلة العدوان الإسرائيلي على القطاع ارتفعت إلى 28,858 شهيدًا و68,677 إصابة منذ السابع من أكتوبر الماضي. وفي 24 فبراير 2024، أعلنت الصحة الفلسطينية عن ارتفاع عدد القتلى جراء العمليات الإسرائيلية في غزة إلى 29,606. وفي 29 فبراير 2024، اعترفت واشنطن بحصيلة قتلى الحرب الإسرائيلية على غزة لأول مرة، حيث قال وزير الدفاع الأميركي لويد أوستن إن إسرائيل قتلت أكثر من 25 ألف امرأة وطفل منذ السابع من أكتوبر. وفي 2 مارس 2024، أعلنت وزارة الصحة الفلسطينية في غزة، ارتفاع عدد الشهداء منذ بدء العدوان الإسرائيلي على القطاع إلى 30,320 شهيدًا. وفي 29 أبريل 2024 أعلن الجيش الإسرائيلي ارتفاع خسائره إلى 263 جندياً منذ الحرب على قطاع غزة. وفي 30 أبريل 2024 أفادت إدارة الدفاع المدني بغزة أن أكثر من 10 آلاف مفقود ما زالوا تحت الأنقاض منذ بدء الحرب الإسرائيلية في 7 أكتوبر، متوقعة أن يستغرق البحث عن المفقودين تحت الركام بالوسائل البدائية بين 2 و 3 سنوات. وقالت وكالة الأونروا، إن إسرائيل أرسلت 225 جثماناً إلى غزة في 3 حاويات منذ ديسمبر 2023 وتم تسليمهم إلى السلطات الصحية المحلية لدفنها، ولم يتوافر تفاصيل عن ظروف وفاتهم.
وفي 1 مايو 2024 أعلنت وزارة الصحة في غزة، ارتفاع أعداد ضحايا الحرب الإسرائيلية منذ 7 أكتوبر إلى 34,568 فلسطينياً أغلبهم من النساء والأطفال و77,765 مصاباً. وفي 2 مايو 2024 أعلنت وزارة الصحة في غزة أن القوات الإسرائيلية قتلت 28 فلسطينياً وأصابت 51 آخرين في اليوم الـ209 للحرب ليرتفع عدد الضحايا إلى 34,596 شخصاً و77,816 مصاباً. وفي 3 مايو 2024 أعلنت وزارة الصحة في غزة ارتفاع عدد ضحايا الحرب الإسرائيلية على القطاع إلى 34622 فلسطينياً و77,867 مصاباً. وفي 4 مايو 2024 أفادت وزارة الصحة الفلسطينية في غزة بأن حصيلة الضحايا في اليوم 211 للحرب الإسرائيلية على القطاع ارتفعت إلى 34,654 فلسطينياً و77,908 مصاباً. وفي 5 مايو 2024 أعلنت وزارة الصحة في غزة ارتفاع عدد ضحايا الحرب الإسرائيلية على القطاع  منذ 7 أكتوبر إلى 34,683 فلسطينياً أغلبهم من النساء والأطفال، و78,018 مصاباً. وفي 6 مايو 2024 ارتفعت حصيلة القتلى في غزة إلى 34,735 فلسطينياً غالبيتهم من المدنيين وبلغ إجمالي عدد المصابين 78,108 مصاباً منذ بدء الحرب الإسرائيلية في 7 أكتوبر، وفق ما أفادت وزارة الصحة الفلسطينية بغزة. وفي 8 مايو 2024 أفاد مكتب الإعلام الحكومي في غزة بأن الطواقم الطبية في القطاع عثرت على مقبرة جماعية ثالثة داخل مجمع الشفاء الطبي، انتشلت منها 49 جثة حتى الآن. وفي 11 مايو أفادت وكالة الأنباء الفلسطينية بأن رجال الدفاع المدني انتشلوا 80 جثة من 3 مقابر جماعية في ساحات مجمع الشفاء الطبي غرب غزة، إضافة إلى عشرات الجثث داخل أقسام المجمع ما زال العمل على انتشالها. وفي 2 يونيو 2024 أعلنت وزارة الصحة في غزة ارتفاع حصيلة ضحايا الحرب الإسرائيلية على القطاع منذ 7 أكتوبر إلى 36439 فلسطينياً و82627 جريحاً. وفي 3 يونيو 2024 أفادت وزارة الصحة في غزة بأن حصيلة الضحايا في اليوم 241 للحرب الإسرائيلية المستمرة ارتفع إلى 36479 ضحية و82777 مصاباً. وفي 4 يونيو 2024 قالت وزارة الصحة في غزة إن عدد ضحايا الحرب الإسرائيلية ارتفع إلى 36550 فلسطينياً و82959 مصاباً منذ 7 أكتوبر. وفي 5 يونيو 2024 أعلنت وزارة الصحة في غزة ارتفاع الحصيلة الإجمالية للحرب الإسرائيلية على القطاع بعد مرور 243 يوماً إلى 36586 ضحية و83074 إصابة. وفي 6 يونيو 2024 قالت وزارة الصحة في غزة إن الجيش الإسرائيلي قتل 36654 فلسطينياً، وأصاب 83309 آخرين منذ 7 أكتوبر الماضي. وفي 7 يونيو 2024 أعلنت وزارة الصحة في غزة ارتفاع حصيلة ضحايا الحرب الإسرائيلية على القطاع إلى 36731 فلسطينياً غالبيتهم من المدنيين و83530 جريحاً منذ 7 أكتوبر. وفي 8 يونيو 2024 أفادت وزارة الصحة في غزة بارتفاع عدد ضحايا الحرب الإسرائيلية على القطاع إلى 36801 فلسطينياً و83680 مصاباً منذ 7 أكتوبر الماضي. وفي 9 يونيو 2024 ذكرت وزارة الصحة في غزة في البيان الإحصائي لليوم 247 من الحرب الإسرائيلية أن قوات الاحتلال قتلت 283 شهيداً في آخر 24 ساعة، ما رفع حصيلة الضحايا إلى 37084 فلسطينياً، و84494 مصاباً. وفي 10 يونيو 2024 أعلنت وزارة الصحة في غزة ارتفاع حصيلة ضحايا الحرب الإسرائيلية على القطاع إلى 37124 فلسطينياً، و84712 مصاباً. وفي 11 يونيو 2024 أعلنت وزارة الصحة في غزة ارتفاع عدد ضحايا الحرب الإسرائيلية على القطاع منذ 7 أكتوبر الماضي، إلى 37164 جريحاً و84832 مصاباً. وفي 12 يونيو 2024 أفادت وزارة الصحة في غزة بارتفاع عدد ضحايا الحرب الإسرائيلية على القطاع منذ 7 أكتوبر الماضي إلى 37202 فلسطينياً و84932 مصاباً. وفي 13 يونيو 2024 قالت وزارة الصحة في غزة إن حصيلة ضحايا الحرب الإسرائيلية على القطاع ارتفعت إلى 37232 فلسطينياً و85037 مصاباً منذ 7 أكتوبر. وفي 14 يونيو 2024 أعلنت وزارة الصحة في غزة في تقريرها الإحصائي اليومي، إن حصيلة ضحايا الحرب الإسرائيلية المتواصلة منذ 252 يوما، ارتفعت إلى 37266 قتيلاً و85102 جريحاً. وفي 15 يونيو 2024 أفادت وزارة الصحة في غزة بأن حصيلة ضحايا الحرب الإسرائيلية ارتفعت إلى 37296 فلسطينياً و85197 مصاباً منذ 7 أكتوبر. وفي 16 يونيو 2024 أعلنت وزارة الصحة في غزة بأول أيام عيد الأضحى، أن حصيلة ضحايا الحرب الإسرائيلية ارتفعت إلى 37337 فلسطينياً و85299 مصاباً. وفي 17 يونيو 2024 قالت وزارة الصحة في غزة في تقريرها الإحصائي اليومي إن حصيلة ضحايا الحرب الإسرائيلية ارتفعت إلى 37347 قتيلا و85372 مصابا منذ 7 أكتوبر الماضي. وفي 18 يونيو 2024 أفادت مصادر طبية في غزة بأن حصيلة ضحايا الحرب الإسرائيلية على القطاع، منذ 7 أكتوبر الماضي، ارتفعت إلى 37372 قتيلاً و85452 جريحاً. وفي 19 يونيو 2024 قالت وزارة الصحة في غزة إن عدد ضحايا الحرب الإسرائيلية منذ 7 أكتوبر ارتفع إلى 37396 شهيداً و85523 مصاباً. وفي 20 يونيو 2024 أعلنت وزارة الصحة في غزة ارتفاع عدد الضحايا الفلسطينيين جرّاء الحرب الإسرائيلية على القطاع منذ 7 أكتوبر الماضي، إلى 37431 شهيداً و85653 مصاباً. وفي 22 يونيو 2024 أفادت وزارة الصحة في غزة بارتفاع حصيلة الحرب الإسرائيلية إلى 37551 قتيلاً، و85911 مصاباً منذ بدء الحرب في 7 أكتوبر. وفي 23 يونيو 2024 أعلنت وزارة الصحة في غزة ارتفاع حصيلة القتلى جراء الحرب الإسرائيلية المستمرة منذ 7 أكتوبر إلى 37598 فلسطينياً غالبيتهم من الأطفال والنساء، و86032 مصاباً. وفي 24 يونيو 2024 قالت وزارة الصحة في غزة إن عدد الضحايا الفلسطينيين في الحرب الإسرائيلية منذ 7 أكتوبر ارتفع إلى 37626 شهيداً و86098 مصاباً. وفي 25 يونيو 2024 أفادت وزارة الصحة في غزة بارتفاع عدد ضحايا الحرب الإسرائيلية المستمرة منذ 7 أكتوبر الماضي إلى 37658 ضحية. وفي 26 يونيو 2024، في اليوم 264 من الحرب الإسرائيلية على غزة، قالت وزارة الصحة في القطاع إن حصيلة الضحايا ارتفع إلى 37718 ضحية و86377 مصابا. وفي 27 يونيو 2024، أعلنت وزارة الصحة في غزة، أن حصيلة قتلى الحرب الإسرائيلية المستمرة منذ أكثر من 8 أشهر، ارتفعت إلى 37765 شهيداً على الأقل، و86429 مصاباً. وفي 29 يونيو 2024 أفادت وزارة الصحة في غزة بارتفاع حصيلة ضحايا الحرب الإسرائيلية إلى 37834 فلسطينياً و86858 مصاباً. وأعلن قطاع تأهيل الأشخاص ذوي الإعاقة في شبكة المنظمات الأهلية الفلسطينية أن الحرب الإسرائيلية خلفت نحو 10 آلاف معاق في قطاع غزة. وفي 30 يونيو 2024 أعلنت وزارة الصحة في غزة ارتفاع حصيلة ضحايا الحرب الإسرائيلية إلى 37877 فلسطينياً و86969 مصاباً.
وفي 1 يوليو 2024 أفادت وزارة الصحة في غزة بارتفاع حصيلة ضحايا الحرب الإسرائيلية منذ 7 أكتوبر إلى 37900 فلسطينياً و86060 مصاباً. وفي 2 يوليو 2024 أعلنت وزارة الصحة في غزة أن حصيلة قتلى الحرب الإسرائيلية ارتفعت إلى 37925 فلسطينياً على الأقل و87141 مصاباً. وفي 4 يوليو 2024 قالت وزارة الصحة في غزة إن عدد ضحايا الحرب الإسرائيلية ارتفع إلى 38011 فلسطينياً، و87445 مصاباً منذ 7 أكتوبر. وفي 6 يوليو 2024 جاء في التقرير الإحصائي اليومي لوزارة الصحة بغزة إن ما لا يقل عن 38098 فلسطينياً قتلوا منذ بدء الهجوم الإسرائيلي في 7 أكتوبر فيما بلغ عدد المصابين 87705 مصاباً. وفي 7 يوليو 2024 أعلنت وزارة الصحة في غزة أن حصيلة قتلى الحرب الإسرائيلية، التي تدخل شهرها العاشر، ارتفعت إلى 38153 على الأقل، و87828 مصاباً وفي 8 يوليو 2024 أفادت وزارة الصحة في غزة بأن عدد ضحايا الحرب الإسرائيلية ارتفع إلى 38193 شهيداً و87903 مصاباً منذ 7 أكتوبر. وفي 9 يوليو 2024 قالت وزارة الصحة في غزة إن عدد الضحايا جراء الحرب الإسرائيلية ارتفع إلى 38243 شهيداً و88033 مصاباً. وفي 10 يوليو 2024 أعلنت وزارة الصحة في غزة أن عدد القتلى الفلسطينيين جراء الحرب الإسرائيلية ارتفع إلى 38295 فلسطينياً و88241 مصاباً منذ 7 أكتوبر. وفي 11 يوليو 2024 أفاد التقرير الإحصائي اليومي لوزارة الصحة في غزة بارتفاع عدد قتلى الحرب الإسرائيلية المستمرة منذ 279 يوما إلى أكثر من 38345 قتيلاً و88295 جريحاً. وفي 13 يوليو 2024 أعلنت وزارة الصحة في غزة ارتفاع ضحايا الحرب الإسرائيلية على القطاع إلى 38443 ضحية و88481 مصاباً. وفي 14 يوليو 2024 قالت وزارة الصحة في غزة إن عدد الضحايا جرّاء الحرب الإسرائيلية ارتفع إلى 38584 شهيدا و88881 مصابا منذ 7 أكتوبر الماضي. وفي 15 يوليو 2024 أفادت وزارة الصحة في غزة بإن أكثر من 38664 فلسطينيا قتلوا في الحرب الإسرائيلية وأن أكثر من 89097 أصيبوا منذ 7 أكتوبر الماضي. وفي 16 يوليو 2024 أعلنت وزارة الصحة في غزة أن ما لا يقل عن 38713 فلسطينيا قُتلوا في الهجوم العسكري الإسرائيلي وأن إجمالي عدد الجرحى بلغ 89166 إصابة. وفي 17 يوليو 2024 قالت وزارة الصحة في غزة إن حصيلة ضحايا الحرب الإسرائيلية على القطاع ارتفع إلى 38794 فلسطينياً و89364 مصاباً. وفي 18 يوليو 2024 أفادت وزارة الصحة في غزة بارتفاع عدد ضحايا الحرب الإسرائيلية إلى 38848 فلسطينياً والمصابين إلى 89459 مصاباً منذ 7 أكتوبر الماضي. وفي 20 يوليو 2024 أعلنت وزارة الصحة في غزة أنها أحصت 38919 قتيلاً منذ اندلاع الحرب الإسرائيلية التي دخلت شهرها العاشر، وأن عدد الجرحى ارتفع إلى 89622 جريحاً. وفي 21 يوليو 2024 أعلنت مصادر طبية في غزة ارتفاع حصيلة الحرب الإسرائيلية إلى 38983 قتيلاً و 89727 جريحاً منذ 7 أكتوبر 2023. وفي 22 يوليو 2024 قالت وزارة الصحة في غزة إن حصيلة ضحايا الحرب الإسرائيلية على القطاع ارتفعت إلى 39006 فلسطينيين و89818 مصاباً منذ 7 أكتوبر. وفي 23 يوليو 2024 ارتفعت حصيلة الحرب بين إسرائيل وحركة حماس إلى أكثر من 39090 قتيلا و90147 جريحاً منذ 7 أكتوبر الماضي بحسب وزارة الصحة في غزة.

## الهدنة الإنسانية
في 22 نوفمبر2023، أعلنت حركة حماس التوصل لهدنة إنسانية ووقف نار لـ4 أيام بجهود قطرية ومصرية. وتبدأ سريانها في السابعة صباح الجمعة 24 نوفمبر.
وفي 23 نوفمبر 2023 قال وزير الدفاع الإسرائيلي إن القتال في غزة قد يستمر لشهرين آخرين بعد انتهاء الهدنة.
وفي 24 نوفمبر 2023 تم الإفراج عن 13 إسرائيليا و39 فلسطينيا في أول أيام الهدنة
وفي ثاني أيام الهدنة أفرجت حماس عن 13 إسرائيلياً و4 أجانب فيما خرج من السجون الإسرائيلية 39 معتقلاً فلسطينياً بينهم 6 سيدات و33 طفلا
وفي ثالث أيام الهدنة  أفرجت حماس عن 13 محتجزًا إسرائيليا في غزة مقابل 39 معتقلا فلسطينيا من السجون الإسرائيلية كما أفرجت حماس عن أربع رهائن آخرين خارج الصفقة.
وفي خامس أيام الهدنة أكدت إسرائيل تسلم 12 رهينة من حماس. كما أفرجت إسرائيل عن 30 أسيراً فلسطينياً.
وفي 27 نوفمبر 2023 أعلنت قطر تمديد الهدنة بين إسرائيل وحماس ليومين إضافيين في غزة وقالت حماس إنها بنفس شروط الهدنة السابقة
وفي 28 نوفمبر 2023 تبادلت كل من إسرائيل وحركة حماس الاتهامات بشأن خرق الهدنة القصيرة.
وفي 29 نوفمبر 2023 أعلنت حركة حماس، إطلاق سراح امرأتين روسيتين خارج اتفاق الهدنة كما وصلت سادس دفعة من الأسرى الإسرائيليين في غزة إلى معبر رفح
وفي 30 نوفمبر 2023 أعلنت الخارجية القطرية عن توصل الجانبين الفلسطيني والإسرائيلي إلى اتفاق لتمديد الهدنة الإنسانية ليوم إضافي.
وبدأ في 30 نوفمبر 2023 سابع عملية تبادل للأسرى بين إسرائيل وحركة حماس وتشمل العملية 10 إسرائيليين مقابل إطلاق 30 فلسطينيا. يشملون 23 قاصرا و7 نساء.
وفي 31 ديسمبر 2023، أعلن الجهاز المركزي للإحصاء الفلسطيني،  أن حصيلة القتلى هذا العام تعد أكبر حصيلة شهدتها فلسطين منذ نكبة 1948.

## انتهاء الهدنة
في 1 ديسمبر 2023 أعلن جيش الاحتلال الإسرائيلي، استئناف القتال في قطاع غزة، بعد انتهاء الهدنة. وقالت إذاعة الجيش الإسرائيلي، إن الطائرات الحربية تشن غارات على جميع أنحاء القطاع. وأعلنت وزارة الصحة في غزة عن مقتل 178 فلسطينياً وإصابة 589 آخرين جراء القصف الإسرائيلي. وقالت حماس إن إسرائيل تتحمل المسؤولية بعد رفضها كل العروض للإفراج عن محتجزين آخرين. وفي 7 ديسمبر 2023 أعلن البيت الأبيض، أن إسرائيل وحركة حماس ليسا قريبين من التوصل إلى اتفاق آخر بشأن هدنة إنسانية جديدة. وفي 11 ديسمبر 2023 دعت دول في الاتحاد الأوروبي إلى هدنة في الحرب بين إسرائيل وحركة حماس في غزة لوقف "المذبحة". وفي 21 ديسمبر 2023، أعلنت وسائل إعلام إسرائيلية، سحب لواء "جولاني" من قطاع غزة بعد ستين يوما من القتال تكبد فيها خسائر كبيرة. وفي 24 ديسمبر 2023، دعت حركة حماس إلى إجراء تحقيق دولي في "إعدامات ميدانية" نفذها الجيش الإسرائيلي بحق فلسطينيين في قطاع غزة، مؤكدة أنها سجلت ما لا يقل عن 137 عملية إعدام منذ بدء الحرب في 7 أكتوبر.
في 20 يناير 2024، أكد جون كيربي، المتحدث باسم مجلس الأمن القومي بالبيت الأبيض، أن الولايات المتحدة لا تزال تعارض وقفا عاما لإطلاق النار في غزة، وأنها تعتقد أنه سيعود بالنفع على حركة حماس. وفي 21 يناير 2024، كشف تحقيق أجرته شبكة "سي إن إن" أن الجيش الإسرائيلي قام بتدمير ما لا يقل عن 16 مقبرة في هجومه البري في غزة، مما أدى إلى تدمير شواهد القبور، وقلب التربة، وفي بعض الحالات، استخراج الجثث من داخلها. وفي 23 يناير 2024، قال مفوض وكالة الأمم المتحدة لغوث وتشغيل اللاجئين الفلسطينيين (الأونروا)، إن "الأطقم والمرضى والنازحون محاصرون داخل المستشفيات القليلة المتبقية في خان يونس مع استمرار القتال العنيف". وفي 26 يناير 2024، حذّر مكتب حقوق الإنسان التابع للأمم المتحدة، من أن الطقس البارد والممطر في غزة يهدد بجعل القطاع الفلسطيني الذي مزقته الحرب "غير صالح للعيش على الإطلاق". وفي 29 يناير 2024، قال المتحدث باسم وكالة غوث وتشغيل اللاجئين الفلسطينيين "أونروا": "إذا لم يتم استئناف التمويل فلن نتمكن من مواصلة خدماتنا وعملياتنا في أنحاء المنطقة، بما في ذلك غزة بعد نهاية فبراير". وفي 31 يناير 2024، حذر المدير العام لمنظمة الصحة العالمية، تيدروس أدهانوم جيبريسوس، من أن وقف التمويل لوكالة غوث وتشغيل اللاجئين الفلسطينيين (أونروا) التابعة للأمم المتحدة سيكون له "عواقب كارثية" على سكان قطاع غزة الذي دمرته الحرب.
وفي 2 فبراير 2024، أظهرت صور التقطتها أقمار صناعية وحللها مركز تابع للأمم المتحدة أن 30 بالمئة من المباني في قطاع غزة دُمرت كليا أو جزئيا خلال الهجوم الإسرائيلي على القطاع الفلسطيني المكتظ بالسكان. وفي 12 فبراير 2024، أكد عضو حكومة الحرب الإسرائيلية، بيني غانتس، بأن تحرك عسكري واسع النطاق سيحدث بالفعل في مدينة رفح في جنوب قطاع غزة. وفي 17 فبراير 2024، أكد رئيس الوزراء الإسرائيلي بنيامين نتنياهو، أن على الجيش الإسرائيلي أن ينفذ عمليته في مدينة رفح في جنوب قطاع غزة، لأن عدم قيامه بذلك يعني "خسارة الحرب" ضد حماس. فيما  قال وزير الخارجية المصري سامح شكري، إن أي عملية عسكرية إسرائيلية في رفح ستشكل تهديدًا مباشرا لـ"أمننا القومي". وفي 20 فبراير 2024، استخدمت الولايات المتحدة، حق النقض (الفيتو) ضد مشروع قرار جزائري مقدم لمجلس الأمن الدولي يطالب بوقف "فوري" لإطلاق النار في غزة، وذلك للمرة الثالثة منذ اندلاع الحرب بين حليفتها إسرائيل وحركة حماس. وفي 25 فبراير 2024، أكد مستشار الأمن القومي بالبيت الأبيض، جاك سوليفان، أن إسرائيل ومصر وقطر وأميركا توصلت إلى تفاهم بشأن "الملامح الأساسية" لصفقة الأسرى من أجل الإعلان عن هدنة مؤقتة. وفي 27 فبراير 2024، قال الرئيس الأميركي جو بايدن، إن إسرائيل وافقت على عدم القيام بعمليات عسكرية خلال شهر رمضان في قطاع غزة، محذراً من أن تل أبيب تخاطر بفقد الدعم من بقية العالم مع استمرار سقوط ضحايا مدنيين فلسطينيين بأعداد كبيرة. وفي 29 فبراير 2024، استهدفت قوات الجيش الإسرائيلي، مدنيين فلسطينيين أثناء انتظارهم شاحنات مساعدات بشمال قطاع غزة، ما أدى إلى سقوط عشرات الضحايا، وإصابة المئات.
في 4 مارس 2024، قال وزير الخارجية المصري سامح شكري، إن المفاوضات الجارية بين إسرائيل وحركة حماس لم تصل بعد إلى نقطة يمكن من خلالها أن نتحدث عن اتفاق لوقف إطلاق النار في قطاع غزة. وفي 12 مارس 2024، أعلنت رئيسة المفوضية الأوروبية أورسولا فون دير لاين أن الاتحاد الأوروبي فعَّل آلية الحماية المدنية لتعزيز دعمه لقطاع غزة، ووجهت نداء لجميع الدول الأعضاء إلى المساهمة بأصولها من مظلات ومن حاويات تتيح إيصال إمدادات ومساعدات إلى قطاع غزة بصورة مستمرة. وفي 18 مارس 2024 أعلن الجيش الإسرائيلي أنّه يُنفّذ عمليّة تستهدف مستشفى الشفاء بمدينة غزة، فيما قال شهود عيان إنّهم سمعوا دويّ قصف أسفر عن سقوط ضحايا ومصابين بين المدنيين الفلسطينيين الذين كانوا يحتمون بمجمع الشفاء. وفي 28 مارس 2024 قصف إسرائيلي مكثف يودي بحياة  76 شخصاً خلال 24 ساعة عبر أكثر من 50 غارة. وفي 31 مارس 2024 قصفت القوات الإسرائيلية بالمدفعية والطائرات مدينة خان يونس جنوبي القطاع ومدينة غزة مما أدى إلى مقتل 14 شخصا. وفي 1 إبريل 2024 غارة جوية إسرائيلية قتلت 7 من موظفين  منظمة "وورلد سنترال كيتشن" في قطاع غزة، حيث أعلنت المنظمة وقف عملها في المنطقة لإشعار آخر.
في 3 إبريل صرحت وزارة الصحة الفلسطينية في غزة إن القوات الإسرائيلية ارتكبت 5 مجازر ضد العائلات في قطاع غزة وصل منها للمستشفيات 59 قتيلا و83 جريحا، خلال الساعات الأربع والعشرين الماضية. وفي 7 أبريل 2024 أعلن متحدث باسم الجيش الإسرائيلي سحب كل القوات البرية من جنوب قطاع غزة، ما عدا كتيبة واحدة كما أعلن بأنه أنهى عملياته البرية في مدينة خان يونس جنوب قطاع غزة، وسحب الفرقة 98 من هناك. وفي 10 أبريل 2024 ذكرت وسائل إعلام فلسطينية أن 3 من أبناء رئيس المكتب السياسي إسماعيل هنية  و3 من أحفاده استشهدوا بقصف سيارة مدنية كانت تقلهم في مخيم الشاطئ بغزة. وفي 11 أبريل 2024 قام الجيش الإسرائيلي بشن حملة عسكرية مباغتة في وسط قطاع غزة حيث أغار على عشرات الأهداف فوق الأرض وتحتها، فيما أفادت وسائل إعلام تابعة لـ"حماس" بسقوط عدد من القتلى والجرحى جراء قصف إسرائيلي عنيف على مخيم النصيرات وسط القطاع. وفي 13 أبريل 2024 دمر الطيران الحربي الإسرائيلي بصاروخين منزل مراسل قناة الشرق للأخبار عادل الزعنون، في حي تل الهوى جنوبي القطاع. وفي 14 أبريل صرحت وزارة الصحة في قطاع غزة أن 43 فلسطينيا قتلوا وأصيب 62 جراء القصف الإسرائيلي بالطائرات والسفن الحربية والمدفعية في الساعات الأربع والعشرين الماضية وأن 33729  فلسطينيا قتلوا في الهجوم الإسرائيلي منذ 7 أكتوبر. وفي 15 أبريل 2024 إفرجت إسرائيل عن نحو 150 معتقلا بعد تعرضهم لمعاملة سيئة خلال فترة الاحتجاز، حيث تم نقل بعضهم إلى المستشفى في رفح جنوب القطاع لتلقي العلاج، بحسب هيئة المعابر ووكالة فرانس برس.
وفي 19 أبريل 2024 قصف الطيران الإسرائيلي منصة إطلاق صواريخ في بيت حانون شمالي قطاع غزة بعد إطلاق صواريخ منها باتجاه مدينة سديروت. وفي 21 أبريل 2024 صرّح مسؤولون في قطاع الصحة بغزة أن 13 شخصا لقوا مصرعهم وبينهم 9 أطفال في غارتين إسرائيليتين على مدينة رفح جنوبي قطاع غزة خلال الليل. وفي 21 أبريل 2024 صرّح المدير العام للمكتب الإعلامي الحكومي في غزة باكتشاف مقبرتين جماعيتين بمستشفى ناصر في خان يونس، لافتا إلى العثور على جثث دون رؤوس وأجساد دون جلود وبعضهم سرقت أعضاؤهم مرجحا وجود 700 شهيد في مقابر جماعية أعدمهم الاحتلال داخل مجمع ناصر جنوب قطاع غزة. وفي 27 أبريل 2024 قامت القوات الإسرائيلية، فجراً بقصف منزلين مأهولين في مخيم النصيرات وسط قطاع غزة ما أدى إلى مقتل 8 مواطنين، بينهم أطفال ونساء، وإصابة العشرات، فيما قتل مواطنان فلسطينيان آخران غربي جنين.
وفي 6 مايو 2024 طالب الجيش الإسرائيلي النازحين وسكان شرق رفح إلى الإخلاء الفوري استعداداً لعملية عسكرية في تلك المنطقة، حيث صرح المتحدث باسم الجيش الإسرائيلي بدء خطة لإجلاء السكان والنازحين الفلسطينيين من مناطق شرق رفح إلى خان يونس. و في 7 مايو 2024 أعلنت إسرائيل عن تنفيذها لـهجوم على مدينة رفح وفي 15 مايو 2024 صرّحت سرايا القدس أن مقاتليها قتلوا جنود إسرائيليين قرب معسكر جباليا، كما أعلنت كتائب عز الدين القسام في 14 مايو 2024 أنها قتلت 7 جنود إسرائيليين شرق معسكر جباليا. وفي 25 مايو 2024 أعلنت كتائب القسام أنها أسروا جنود إسرائيليون عند قيامهم بعملية عسكرية داخل مخيم جباليا شمال غزة. وفي 26 مايو صرّحت كتاب القسام أنه قصفت تل أبيب بصواريخ رداً على المجازر بحق الشعب الفلسطيني بغزة، حيث أشارت وسائل الإعلام الإسرائيلية بأنه سمع دوي 15 انفجاراً في تل أبيب.

## المقترح المصري لإنهاء الحرب
في 23 ديسمبر 2023، قدمت الحكومة المصرية مقترح لوقف الحرب يتضمن 3 مراحل. في 24 ديسمبر 2023، وصل وفد تابع لحركة حماس والجهاد الإسلامي إلى القاهرة للتباحث حول الأوضاع الحالية بقطاع غزة.  في 27 ديسمبر 2023، وصل وفد إسرائيلي إلي مصر لبحث موقف حركتي حماس والجهاد الإسلامي من عقد اتفاق تهدئة جديد لتبادل الرهائن الإسرائيليين بأسرى فلسطينيين. وفي 24 يناير 2024، استبعدت إسرائيل، وقف إطلاق النار في قطاع غزة، ونفت متحدثة باسم الحكومة تقارير إعلامية أفادت باحتمال التوصل إلى اتفاق جديد مع حركة حماس يتم بموجبه وقف القتال مقابل إطلاق سراح رهائن. وفي 15 فبراير 2024، قال إسماعيل هنية، رئيس المكتب السياسي لحماس، إن أي اتفاق يجب أن يضمن وقف إطلاق النار، وانسحاب الجيش الإسرائيلي من كامل غزة.

## ردود الفعل

### المملكة العربية السعودية
في 27 أكتوبر، حذر المسؤولون السعوديون الولايات المتحدة بشدة من أن أي عملية برية إسرائيلية في غزة يمكن أن تكون لها عواقب مدمرة على الشرق الأوسط، كما أكد الأمير محمد بن سلمانالتأكيد على موقف بلاده الثابت تجاه مناصرة القضية الفلسطينية، ودعم الجهود الرامية لتحقيق السلام الشامل والعادل الذي يكفل حصول الشعب الفلسطيني على حقوقه المشروعة.

### البحرين
اكد ملك البحرين حمد بن عيسى آل خليفة، موقف بلاده الثابت والداعم للحقوق المشروعة للشعب الفلسطيني، وأدانت البحرين القوات الإسرائيلية على استهداف المواطنين،ودعا عاهل البحرين الملك حمد بن عيسى آل خليفة، إلى سرعة احتواء التصعيد القائم في قطاع غزة، وأن يتم العمل على حماية المدنيين من الجانبين، وإطلاق سراح أي مدنيين محتجزين. وفق وكالة الأنباء البحرينية.

### مصر
في 25 أكتوبر، حذر الرئيس المصري عبد الفتاح السيسي من أن الغزو البري لقطاع غزة من شأنه أن يتسبب في وقوع "عدد كبير جدًا من الضحايا المدنيين".
كما أكد وزير الخارجية سامح شكري في كلمته خلال فعاليات مؤتمر باريس حول الأوضاع الإنسانية في غزة أن ما تقوم به إسرائيل يتعدى أي مفهوم لحق الدفاع الشرعي عن النفس، مشيرًا إلى أن نزوح المدنيين في قطاع غزة إلى جنوبه ليس تطورًا إيجابيًا بل استمرار لمخالفة القانون الدولي الإنساني.

### إيران
وبحسب قناة الجزيرة الإنجليزية، في 15 أكتوبر، "حذرت إيران إسرائيل من التصعيد الإقليمي إذا دخل الجيش الإسرائيلي غزة لغزو بري". صرح وزير الخارجية الإيراني حسين أمير عبد اللهيان أنه إذا فشلت الجهود الرامية إلى وقف الهجمات الإسرائيلية في غزة، فمن المرجح بشكل متزايد أن "يتم فتح جبهات أخرى".

### الجمهور الإسرائيلي
ووفقاً لاستطلاع للرأي أجرته صحيفة معاريف الإسرائيلية يومي 25 و26 أكتوبر/تشرين الأول، فإن 29% فقط من الإسرائيليين يؤيدون هجوماً برياً فورياً واسع النطاق على قطاع غزة. وقالت معاريف إنه "من شبه المؤكد أن التطورات المتعلقة بمسألة الرهائن، والتي تتصدر جدول الأعمال الآن، كان لها تأثير كبير على هذا التحول". بحسب استطلاع أجرته الجامعة العبرية يوم 7 -9 كانون الأول (ديسمبر) بشأن التعامل مع غزة بعد الحرب: عارض 56% من الإسرائيليين ضم غزة مقابل 33% فقط مؤيدين بينما كان 11% غير متأكدين. عندما سئلوا عن من يجب أن يدير غزة في فترة ما بعد الحرب مباشرة، أيد 23% من الإسرائيليين تحالف الدول العربية المعتدلة، و22% أيدوا الحكم العسكري الإسرائيلي، و18% أيدوا قوة دولية لتتولى مسؤولية المنطقة، و18% أيدوا ضم إسرائيل. غزة و11% يؤيدون عودة السلطة الفلسطينية.
واشتكى منتدى أسر الرهائن والمفقودين، الذي يمثل عائلات الإسرائيليين المختطفين، من أنه لم يشرح أحد "ما إذا كانت العملية البرية تعرض سلامة الرهائن الـ 229 للخطر". صرح عضو الكنيست أحمد الطيبي أن الغزو الإسرائيلي لرفح سيكون بمثابة جريمة حرب.

### الفلسطينيين
كان رد فعل الفلسطينيين في غزة قويًا جدًا على العنف الذي تعرضوا له على أيدي جنود الجيش الإسرائيلي أثناء الغزو، حيث قال رجل قُتل شقيقه على يد قناص إسرائيلي: "هذا ليس احتلالًا. هذا عدو يقتل بلا سبب". وقالت امرأة كانت قد غادرت شمال غزة إلى وسطها ثم جنوبها: "ليقتلنا الإسرائيليون جميعًا؛ فليقوموا بتطهير ما تبقى من الفلسطينيين عرقيًا". وامرأة أخرى ظلت في مدينة غزة وكان يحتمي بمستشفى الشفاء، وقال في فبراير/شباط 2024: "دمرت منازلنا. قُتل أطفالنا. أين نذهب؟ يجب أن يتوقف إطلاق النار حتى نتمكن من العثور على مكان نعيش فيه".
في 6 فبراير، صرح السياسي من الضفة الغربية مصطفى البرغوثي أن "أي عمليات عسكرية في رفح - بمساحتها المحدودة وازدحامها بأكثر من 1.5 مليون فلسطيني شردهم الجيش الإسرائيلي - ستؤدي إلى مجازر وحشية غير مسبوقة في التاريخ الحديث". وفي رفح يخشى التهجير الدائم مثل ما حدث في عام 1948. في 10 فبراير، صرح الرئيس الفلسطيني محمود عباس أن الغزو الإسرائيلي الوشيك لرفح سيخلق "نكبة أخرى، مما سيدفع المنطقة بأكملها إلى حروب لا نهاية لها". وقالت حنان عشراوي "نحن في خضم إبادة جماعية" في غزة.

### منظمات دولية
قبل الغزو البري المتوقع لرفح، صرح الأمين العام للأمم المتحدة أنطونيو غوتيريش: "مثل هذا الإجراء من شأنه أن يزيد بشكل كبير ما هو بالفعل كابوس إنساني مع عواقب إقليمية لا توصف". صرح رئيس الجمعية العامة للأمم المتحدة دينيس فرانسيس: "أنا أشعر بالصدمة والفزع العميق إزاء أنباء الهجوم العسكري الإسرائيلي على جنوب قطاع غزة، وأضم صوتي إلى صوت الأمين العام في الدفاع عن جموع المدنيين الأبرياء الذين ليس لديهم مكان آمن يذهبون إليه".
وقالت منظمة إنقاذ الطفولة: "أين بقي للسكان ليذهبوا؟ لقد تم نقلهم بالفعل من شمال غزة، من المناطق الوسطى في غزة - ويتحركون مثل قطع الشطرنج لتحقيق أهداف عسكرية. لا يوجد مكان  وقال المجلس النرويجي للاجئين: "إن توسع الأعمال العدائية يمكن أن يحول رفح إلى منطقة لإراقة الدماء والدمار، ولن يتمكن الناس من الهروب إليها".  وقال عمر شاكر، مدير هيومن رايتس ووتش في إسرائيل وفلسطين: "لا يوجد مكان آمن للذهاب إليه في غزة. وقد أمرت محكمة العدل الدولية إسرائيل بمنع الإبادة الجماعية. وينبغي على المجتمع [الدولي] أن يتحرك لمنع وقوع المزيد من الفظائع".
وذكر مركز الميزان أنه "يجب على المجتمع الدولي أن يتحرك الآن لوقف الغزو البري لرفح". وذكر مركز كارتر أن "الأمر بهذه الموجة الجديدة من تهجير الفلسطينيين سيزيد من تفاقم الأزمة الإنسانية". صرحت كاثرين إم راسل، رئيسة اليونيسيف، أن "حوالي 1.3 مليون مدني تم دفعهم إلى الزاوية، ويعيشون في الشوارع أو الملاجئ. يجب حمايتهم. ليس لديهم مكان آمن يذهبون إليه".
كما ان الولايات المتحدة الامريكية تخترق القوانين الدولية وتعمل على دعم إسرائيل بالأسلحة والطائرات الحربية للجيش الإسرائيلي الذي بدوره يقصف المدنيين الأبرياء ويهدم المنازل فوق رؤوس ساكنيها بالصواريخ في قطاع غزة ويقتل الأطفال ويعمل على عرقلة وصول المساعدات الإنسانية وايضا عرقلة سيارات الاسعاف حتى لا تتمكن من إسعاف المصابين من المدنيين في غزة.

## الخسائر

### خسائر عسكرية
تكبد الجيش الإسرائيلي 260 قتيل بحلول 7 أبريل 2024، منذ اجتياحه لقطاع غزة. وأصيب أكثر من 1552 آخرين، في إسرائيل. ومن بين الوفيات 29 كانت بسبب حوادث وحوادث نيران صديقة. في نوفمبر/تشرين الثاني 2023، تسببت هجمة واحدة في تدمير ناقلة جند مدرعة بصواريخ مضادة للدبابات وقُتل 9 جنود. وفي واقعة أخرى قُتل 9 جنود من الجيش الإسرائيلي في كمين نصب لهم في 12 ديسمبر/كانون الأول في الشجاعية. وكان اليوم الأكثر دموية للآن هو يوم 22 يناير/كانون الثاني عندما قُتل 24 جندياً من الجيش الإسرائيلي بعد هجوم على بناية مفخخة. ويفوق عدد القتلى الحاليين عدد القتلى السابقين في الجيش الإسرائيلي خلال عملية الجرف الصامد وعملية الرصاص المصبوب حيث قتل 67 و6 على التوالي.
في 13 يناير 2024، قدر المرصد الأورومتوسطي لحقوق الإنسان أنه منذ بداية الحرب في 7 أكتوبر، قُتل أكثر من 2,500 فلسطيني من المقاتلين، منهم 1,542 قُتلوا خلال الغزو الإسرائيلي.

### خسائر مدنية

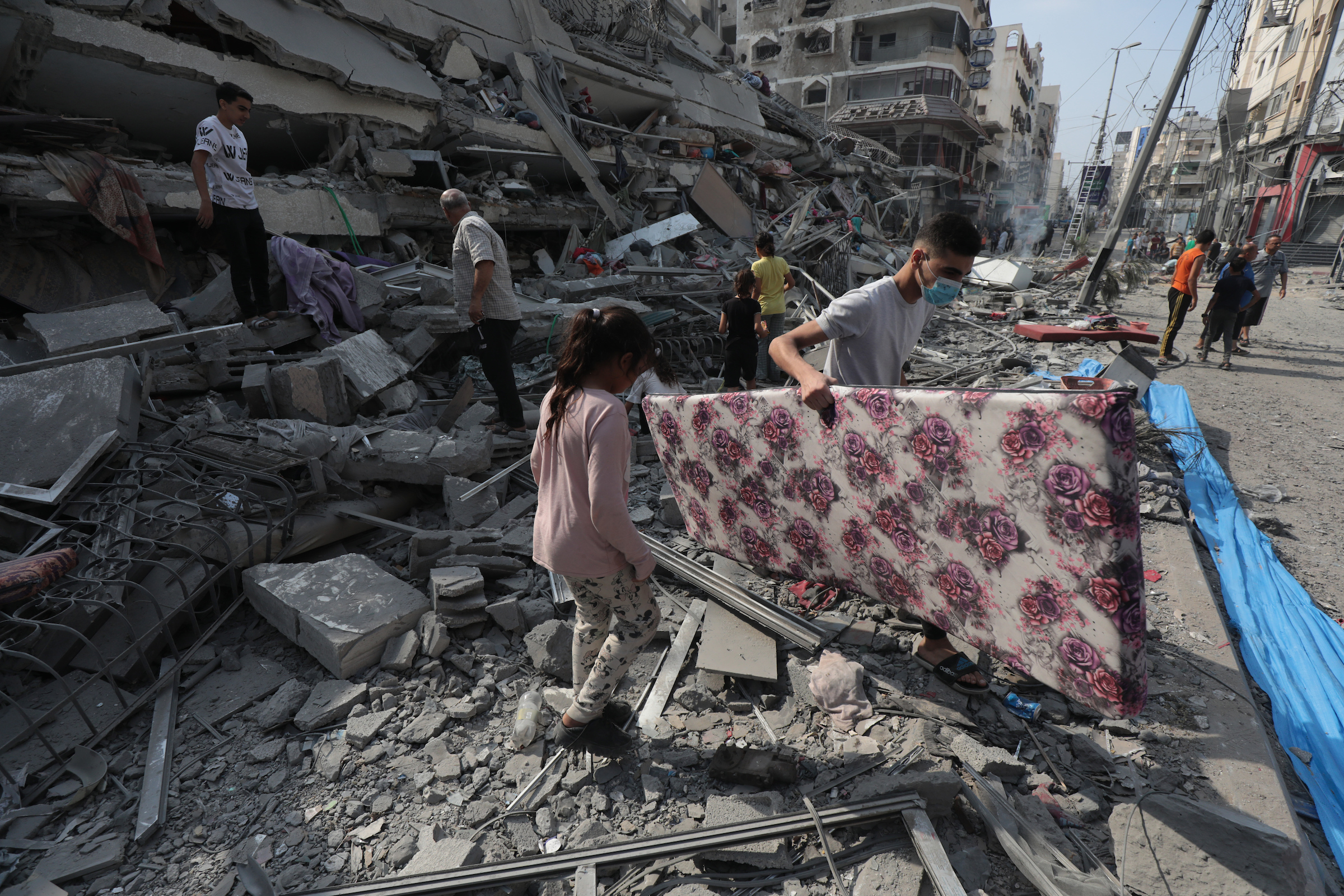
المنازل المدمرة في مدينة غزة بتاريخ 8/10/2023

وقد واجه قطاع غزة خسائر جسيمة في صفوف المدنيين أثناء الغزو، إذ أفادت التقارير بمقتل ما لا يقل عن 31 ألف فلسطيني منذ 27 أكتوبر/تشرين الأول، وفقاً لوزارة الصحة في غزة، وهو تقدير يُعتقد أنه أقل من العدد الحقيقي. نظرًا لأن ما يقرب من نصف سكان غزة هم تحت سن 14 عامًا، فقد قُتل عدد كبير جدًا من الأطفال مما أدى إلى إعلان غزة "أخطر مكان يمكن أن يعيش فيه الأطفال" 
معظم الوفيات بين المدنيين أثناء الغزو كانت بسبب الغارات الجوية، حيث قُتل العديد منهم خلال الغارات على جباليا ومدرسة الفاخورة والمغازي. كما قُتل مدنيون بنيران الجنود الإسرائيليين أو قصف الدبابات، في كل من الحوادث المبلغ عنها والتي تم التحقق منها. ورغم أن وزارة الصحة في غزة لا تميز بين المقاتلين والمدنيين، فقد تم تقدير معدلات الوفيات بين المدنيين من مصادر خارجية. وقدر المرصد الأورومتوسطي، الذي تتجاوز تقديراته تقديرات وزارة الصحة في غزة بسبب وجود جثث مفقودة تحت الأنقاض، أن ما لا يقل عن 22 ألف مدني قتلوا منذ 27 أكتوبر/تشرين الأول. وجدت دراسة من الجامعة المفتوحة في إسرائيل أن ما لا يقل عن 61% من القتلى الفلسطينيين كانوا من المدنيين، وأشارت إلى أن نسبة الوفيات بين المدنيين والمقاتلين كانت أعلى من المتوسط في جميع الحروب في النصف الثاني من القرن العشرين. وعلى الرغم من الشكوك الدولية، فقد اعتبرت مصادر إسرائيلية، بما في ذلك مسؤولون في الجيش الإسرائيلي، أن عدد القتلى الذي أعلنته وزارة الصحة في غزة دقيق.
ذكر مقطع فيديو لمنظمة أطباء بلا حدود شاركته رئيسة منظمة العفو الدولية أنييس كالامارد أن "هذه الإبادة الوحشية للنظام الصحي لسكان بأكملها تمتد إلى ما هو أبعد مما يمكن للمساعدات الإنسانية إصلاحه". في 4 ديسمبر، قامت رئيسة الصليب الأحمر ميريانا سبولجاريك إيجر بزيارة قطاع غزة. قائلة: "إن الأشياء التي رأيتها هناك تفوق أي شيء يمكن لأي شخص أن يكون في وضع يمكنه من وصفه". وفي 10 ديسمبر/كانون الأول، ذكرت بشرى الخالدي، الخبيرة في منظمة أوكسفام، أن الوضع لم يعد "مجرد كارثة، إنه مجرد كارثة". نهاية العالم." 
وقد اعتبرت المخابرات الإسرائيلية عدد الضحايا المبلغ عنه من وزارة الصحة في غزة موثوقًا به،  وتم دعمه من خلال تحقيق مستقل في التقرير.

## التأثير على الأطفال
قال المتحدث باسم اليونيسف توبي فريكر: "لا يوجد مكان آمن للأطفال في أي مكان عبر القطاع في الوقت الحالي". اليونيسف: تأثر الأطفال بشكل غير متناسب بالهجوم الإسرائيلي على غزة. في 13 نوفمبر، ذكرت اليونيسف أن أكثر من 700.000 طفل في غزة قد نزحوا. ذكرت جمعية الهلال الأحمر الفلسطيني أن الأطفال النازحين يعانون بسبب انقطاع التيار الكهربائي، ونقص الضروريات الأساسية، و"مشاهد الألم والخوف". وقام المدير التنفيذي لليونيسيف بجولة في غزة في 15 نوفمبر/تشرين الثاني، مشيراً إلى دفن العديد من الأطفال. تحت الأنقاض ويفتقرون إلى الرعاية الطبية. وقال رئيس قسم طب الأطفال في مجمع ناصر الطبي في خان يونس، إنه بسبب نقص المياه النظيفة، كان يشهد "أخطر وباء التهاب المعدة والأمعاء" بين الأطفال الذين رآهم على الإطلاق. وفي 6 مايو 2024 حذّرت منظمة اليونيسف من أن نحو 600 ألف طفل في رفح مهددون بـ"كارثة وشيكة جديدة"، داعية إسرائيل إلى عدم "إجلائهم بالقوة" لعدم وجود أي مكان آمن يلوذون به ضمن غزة. وفي 16 مايو 2024 قالت جمعية الهلال الأحمر الفلسطيني، عبر حسابها على منصة "إكس"، إن 15103 أطفال قتلوا منذ بدء العدوان الإسرائيلي على قطاع غزة في 7 أكتوبر الماضي.
في 3 يونيو 2024 حذر المكتب الإعلامي الحكومي في غزة من أن أكثر من 3500 طفل معرضون لخطر الموت في القطاع؛ بسبب سياسات "التجويع" الإسرائيلية ونقص الغذاء والأدوية. وفي 4 يونيو 2024 أفادت وزارة التربية والتعليم الفلسطينية بأن أكثر من 15 ألف طفل في قطاع غزة، غالبيتهم من طلاب المدارس وفي مرحلة رياض الأطفال، سقطوا ضحايا الحرب الإسرائيلية منذ 7 أكتوبر الماضي. وفي 6 يونيو 2024 اعتبرت منظمة "يونيسيف" أن قطاع غزة أصبح المكان الأخطر في العالم على حياة الأطفال مشيرة إلى أن 90 بالمئة من أطفال غزة يفتقرون إلى الغذاء اللازم للنمو السليم. وفي 7 يونيو 2024 قامت الأمم المتحدة بإدراج الجيش الإسرائيلي في القائمة العالمية للجناة مرتكبي الانتهاكات ضد الأطفال، على خلفية الحرب التي تشنها على قطاع غزة. قوبل القرار بغضب من تل أبيب وتحذير من أنه قد يؤثر في علاقتها بالمنظمة الدولية، فيما رحبت به السلطة الفلسطينية واعتبرته خطوة في الاتجاه الصحيح. في 9 يونيو 2024 قالت وكالة الأونروا إن معاناة الأطفال في قطاع غزة من الحرب الإسرائيلية تتواصل "بشكل لا يمكن تصوره".
في 12 يونيو 2024 قالت منظمة اليونيسف، إن نحو 3 آلاف طفل يعانون من سوء التغذية معرضون لخطر الموت جراء حرمانهم من تلقي العلاج اللازم بسبب الهجوم الإسرائيلي على مدينة رفح جنوبي غزة. وفي 13 يونيو 2024 أفادت وكالة الأونروا بأن "أطفال غزة يبحثون في القمامة يومياً عن الطعام" لافتة إلى أن أكثر من 330 ألف طن من النفايات تتراكم في مناطق القطاع ما يشكل مخاطر بيئية وصحية كارثية. وفي 15 يونيو 2024 أفاد برنامج الأغذية العالمي التابع للأمم المتحدة بأن 9 من كل 10 أطفال في قطاع غزة يعانون فقرا غذائيا حادا موضحا أن الأعمال العدائية والقيود المفروضة على المساعدات تسببتا في انهيار النظم الغذائية والصحية. وفي 25 يونيو 2024 قال فيليب لازاريني المفوّض العام للأونروا إن الحرب الإسرائيلية على قطاع غزة تؤدي إلى فقدان 10 أطفال ساقاً أو ساقين كل يوم، لافتا إلى أن هذه الأرقام لا تشمل الأطفال الذين خسروا أيدي أو أذرعاً. وفي 27 يونيو 2024، قال مسؤولون بقطاع الصحة الفلسطيني لوكالة "رويترز" إن عدد ضحايا الأطفال بسبب سوء التغذية والجفاف ارتفع إلى 31 على الأقل، مضيفين أن الحرب تزيد من صعوبة تسجيل مثل هذه الحالات.
في 9 يوليو 2024 قالت وزارة التربية والتعليم العالي الفلسطينية إن 8941 طالباً لقوا حتفهم، و14894 أصيبوا بجروح منذ بدء الحرب الإسرائيلية في 7 أكتوبر الماضي. وفي 9 يوليو 2024 اتهم خبراء حقوقيون في الأمم المتحدة، إسرائيل بشن "حملة تجويع متعمدة وموجهة" أسفرت عن زيادة ملحوظة في وفيات الأطفال بقطاع غزة. وفي 12 يوليو 2024 قالت وكالة الأونروا: إن "قطاع غزة على عتبة فقدان جيل كامل من الأطفال"، بسبب الحرب الإسرائيلية المتواصلة على القطاع منذ 7 أكتوبر. في 23 يوليو 2024 أفادت منظمة الصحة العالمية بأن هناك احتمالاً كبيراً لخطر تفشي فيروس شلل الأطفال في أنحاء قطاع غزة وما حوله بسبب الوضع الصحي المزري وتدهور نظام الصرف الصحي في القطاع المنكوب بسبب الحرب. بدورها أعلنت وزارة الصحة الفلسطينية في غزة انتشار وباء شلل الأطفال في القطاع. وفي 29 يوليو 2024 قالت وكالة الأنباء الفلسطينية "وفا": إن طفلاً فلسطينياً توفي بسبب المجاعة والجفاف ليرتفع عدد ضحايا سوء التغذية جراء الحرب الإسرائيلية على قطاع غزة إلى 39 طفلا. وفي 30 يوليو 2024 قال مسؤولون في الصحة الفلسطينية بغزة إن الأمراض الجلدية تتفشى في القطاع خاصة بين الأطفال بسبب الأوضاع المروعة في المخيمات وارتفاع حرارة الصيف وانهيار الصرف الصحي. وفي 2 أغسطس 2024 قال فيليب لازاريني المفوض العام للأونروا: إن "أطفال قطاع غزة يعيشون صدمات وفظائع لا توصف، جراء النزوح والخسارة والألم بسبب الحرب"

## الاستراتيجية

### الاستراتيجية الإسرائيلية
وفي 29 أكتوبر/تشرين الأول، قال وزير الدفاع الإسرائيلي يوآف غالانت إنه يتوقع أن تستمر "المرحلة الثانية من الحرب" "أشهراً". ومن المتوقع أن تكون المراحل اللاحقة هي إزالة جيوب المقاومة الصغيرة، وأخيراً الانسحاب من غزة.
وحتى بعد دخول القوات الإسرائيلية قطاع غزة وبدء الحفاظ على وجودها المادي المستمر في المنطقة اعتبارًا من 27 أكتوبر/تشرين الأول، تبنى الجيش الإسرائيلي استراتيجية الإشارة إلى الغزو على أنه "عمليات" و"غارات" بدلاً من "غزو". ووفقاً لوكالة أسوشيتد برس، تم تنفيذ استراتيجية الاتصالات هذه للحفاظ على المرونة التشغيلية ولإبقاء القوات المعادية في حالة تخمين بشأن الخطط العسكرية الإسرائيلية. وقد حثت الولايات المتحدة إسرائيل على تجنب غزو واسع النطاق والقيام بدلاً من ذلك بعمليات "جراحية" لتجنب وقوع إصابات والتصعيد الإقليمي. وقالت مصادر عسكرية إسرائيلية إن هناك أكثر من 20 ألف جندي من الجيش الإسرائيلي في غزة حتى 31 أكتوبر/تشرين الأول.
صرح رئيس المفوضية الأوروبية فون دير لاين بأنه لا ينبغي أن يكون هناك وجود أمني إسرائيلي طويل الأمد في غزة، واقترح تشكيل قوة سلام بتفويض من الأمم المتحدة كاحتمال؛  بينما قال الرئيس الأمريكي جو بايدن: "عندما تنتهي هذه الأزمة، يجب أن تكون هناك رؤية لما سيأتي بعد ذلك، ومن وجهة نظرنا يجب أن يكون حل الدولتين. وللسلطة الفلسطينية دور هناك. في 12 نوفمبر 2023، وصف عضو مجلس الوزراء الأمني الإسرائيلي آفي ديختر الإستراتيجية الإسرائيلية في شمال غزة بأنها "النكبة 2023".

### استراتيجية حماس
وقد شملت الاستراتيجيات العسكرية التي استخدمتها حماس تاريخياً مزيجاً من التكتيكات التقليدية وتكتيكات حرب العصابات. وفقا لجون سبنسر من معهد الحرب الحديثة في ويست بوينت، في حرب 2023-2024، بعد غزو القوات الإسرائيلية لغزة، لم تكن استراتيجية حماس الرئيسية هي السيطرة على الأرض أو هزيمة القوات الإسرائيلية بل إطالة أمد القتال حتى يتم التوصل إلى قرار دولي. والضغط يجبر إسرائيل على وقف عملياتها. وجادل محللون آخرون بأن ارتفاع عدد الضحايا المدنيين يزيد من الضغط الدولي على إسرائيل لإنهاء عمليتها في غزة. وتعتمد استراتيجية حماس أيضاً على نظام الأنفاق تحت الأرض الذي يمكن استخدامه لتوفير المأوى لمقاتلي حماس وقادتها، وتخزين الأسلحة واحتجاز الرهائن.

## قضية الإبادة الجماعية في محكمة العدل الدولية
خلال غزو قطاع غزة، زعمت جنوب إفريقيا أن إسرائيل مذنبة بارتكاب إبادة جماعية في غزة ورفعت دعوى ضد إسرائيل في محكمة العدل الدولية. وضع تقرير جنوب إفريقيا الاتهامات في السياق الأوسع لسلوك إسرائيل تجاه الفلسطينيين، بما في ذلك ادعاءات 75 عامًا من الفصل العنصري، والاحتلال الإسرائيلي للضفة الغربية، والحصار المستمر منذ 16 عامًا على قطاع غزة. طلبت جنوب أفريقيا من محكمة العدل الدولية اتخاذ تدابير حماية مؤقتة. وفي 14 مايو 2024 قال وزير الخارجية التركي هاكان فيدان، إن أنقرة قدمت طلباً للانضمام إلى جنوب إفريقيا في قضية الإبادة الجماعية المرفوعة أمام محكمة العدل الدولية ضد إسرائيل. وفي 16 مايو 2024 اتهمت جنوب إفريقيا إسرائيل أمام محكمة العدل الدولية في لاهاي بتصعيد "الإبادة" التي ترتكبها في غزة، داعية المحكمة إلى إصدار أمر بوقف الهجوم الإسرائيلي على رفح جنوبي القطاع.
في 24 مايو 2024 أمرت محكمة العدل الدولية إسرائيل بوقف هجومها على رفح جنوبي غزة، في إطار قضية أوسع تتهم إسرائيل بارتكاب جرائم إبادة جماعية، كما أمرت المحكمة إسرائيل بفتح معبر رفح أمام المساعدات الإنسانية وعليها تقديم تقرير بالإجراءات المتخذة في غضون شهر. وأعلنت خارجية جنوب إفريقيا عزمها التواصل مع مجلس الأمن الدولي لتنفيذ الأمر الصادر من محكمة العدل الدولية. وقال الأمين العام للأمم المتحدة أنطونيو جوتيريش، إن قرار العدل الدولية بشأن وقف العمليات العسكرية الإسرائيلية في رفح "ملزم" بموجب ميثاق الأمم المتحدة وأنه سيحيل القرار إلى مجلس الأمن الدولي. وفي 6 يونيو 2024 قال خوسيه مانويل ألباريس وزير الخارجية الإسباني، إن إسبانيا ستنضم إلى دعوى الإبادة الجماعية المرفوعة من قبل جنوب إفريقيا أمام محكمة العدل الدولية ضد أفعال إسرائيل في غزة.

## التدمير والنهب

### التراث الثقافي
وقد تم تدمير أو إتلاف أكثر من 100 معلم من جراء الهجمات الإسرائيلية في قطاع غزة وفقاً لتقرير صادر عن مجموعة التراث من أجل السلام. اتفاقية لاهاي لحماية الممتلكات الثقافية في حالة النزاع المسلح، والتي وافق عليها الفلسطينيون والإسرائيليون، تحمي مواقع التراث الثقافي. ووفقا لمنظمة "عيمك شافيه" غير الحكومية الإسرائيلية، تعرضت مئات المواقع القديمة والمعالم التاريخية والمتاحف والمحفوظات للأضرار أو دمرت منذ بدء الحرب. من بين 325 موقعًا أثريًا وقديمًا مسجلاً، دمر الجيش الإسرائيلي 200 منها بحلول يناير/كانون الثاني 2024، وفقًا للمكتب الإعلامي الحكومي في غزة، إلى جانب سرقة ما يقدر بنحو 90 مليون شيكل (24.5 مليون دولار) من الأموال والذهب والتحف. على يد جنود الجيش الإسرائيلي.
ولم يتبق من المسجد الكبير في غزة سوى المئذنة ، في حين أن المواقع التي تضررت أو دمرت تشمل متحف رفح، ومتحف القرارة الثقافي، ومركز رشاد الشوا الثقافي، وحمام السمارة، وتل العجول. وتعرضت كنيسة القديس بورفيريوس، ثالث أقدم كنيسة في العالم، لأضرار في غارة جوية، وكذلك دير القديس هيلاريون. تم تدمير كنيسة جباليا البيزنطية، التي يعود تاريخها إلى القرن الخامس وتم ترميمها عام 2022. تمت مقارنة تدمير المكتبة العامة والأرشيف المركزي في مدينة غزة بهجمات عام 1992 على المكتبة الوطنية والجامعية في البوسنة والهرسك. وقصفت القوات الإسرائيلية جميع الجامعات في قطاع غزة، بما في ذلك تدمير جامعة الإسراء ومتحفها الذي يحتوي على عدة آلاف من القطع الأثرية النادرة. وفي 9 مايو 2024 دمرت طائرات الجيش الإسرائيلي مسجد بن تيمية في رفح بشكل كامل حيث أصبح المسجد ركاما وسقطت مئذنته على الأرض. وفي 16 مايو 2024 اتهمت جنوب إفريقيا إسرائيل أمام محكمة العدل الدولية في لاهاي بتصعيد "الإبادة" التي ترتكبها في غزة، داعية المحكمة إلى إصدار أمر بوقف الهجوم الإسرائيلي على رفح جنوبي القطاع.

## المباني
بحلول 7 كانون الأول (ديسمبر) 2023، دمرت إسرائيل أكثر من ثلث المنازل في غزة، مما أدى إلى توجيه اتهامات بالقتل، في إشارة إلى التدمير الشامل للمساكن. وعلى الرغم من أن هذا المصطلح مقبول في الأوساط الأكاديمية، إلا أنه لم يتم تعريفه بعد في القانون الدولي. وأظهرت مقاطع الفيديو التي نشرها جنود الجيش الإسرائيلي على وسائل التواصل الاجتماعي اقتحامهم منازل الفلسطينيين التي تم إخلاؤها أو تدميرها ونهب الأشياء الثمينة و/أو الأغراض اليومية. أفاد المرصد الأورومتوسطي لحقوق الإنسان عن عمليات نهب واسعة النطاق قامت بها قوات الجيش الإسرائيلي حيث سرقت الأصول والأموال من المواطنين الفلسطينيين، بما في ذلك أشياء مثل أجهزة الكمبيوتر والمجوهرات. طبقاً لباحث قانوني في منظمة "الحق" لحقوق الإنسان ومقرها رام الله، فقد بررت السلطات الإسرائيلية عملية النهب بأن الممتلكات والأموال مملوكة لحماس بطريقة أو بأخرى، بينما زعم آخرون أن هذا يظهر التدمير المتعمد للممتلكات والعقاب الجماعي.
وفي 26 أبريل 2024 قال مسؤول بالأمم المتحدة إن الحرب الإسرائيلية على قطاع غزة خلفت نحو 37 مليون طن من الركام وهي كمية هائلة قد تستغرق نحو 14 عاماً لإزالتها، لافتا إلى أن معظم المدنيين بغزة باتوا بلا مأوى ويعانون الجوع وخطر الإصابة بالأمراض. في 1 مايو 2024 صرّح مسؤول عمليات نزع الألغام في الأمم المتحدة عن قطاع غزة  بأن "كمية الأنقاض والركام التي يتوجب إزالتها في غزة أكبر مقارنة بأوكرانيا، وبأننا نقدر أن هناك أكثر من 800 ألف طن من الأسبستوس في حطام غزة وحدها، وهذه المادة الخطرة للصحة تتطلب احتياطات خاصة". وفي 2 مايو 2024 أوضح تقييم أصدره برنامج الأمم المتحدة الإنمائي أن نحو 80 ألف منزل دُمرت في قطاع غزة بفعل الضربات الإسرائيلية منذ 7 أكتوبر وأن إعادة إعمار القطاع يحتاج قرابة 80 عاماً لاستعادة جميع الوحدات السكنية المدمرة بالكامل.
في 8 مايو 2024 ووفق تحليلات عبر الأقمار الاصطناعية أجراها باحثون أميركيون فإن 56.9% من مباني غزة تضررت أو دُمرت حتى 21 أبريل الماضي، كما لم تسلم المستشفيات ولا المدارس ولا دور العبادة من القصف الإسرائيلي. وفي 18 مايو 2024 أفادت صحيفة "جيروزاليم بوست" الإسرائيلية بأن الجيش الإسرائيلي دمر حوالي 1400 مبنى ومنشأة في رفح جنوبي غزة منذ 4 مايو الجاري، وأنه منذ 7 اكتوبر الماضي فإن 18176 من أصل 48678 مبنى في رفح تعرضت إلى درجة ما من الضرر. وفي 3 يونيو 2024 أعلنت الأمم المتحدة استنادا إلى صور التقطتها الأقمار الصناعية تعرض حوالى 55% من المباني، ومعظمها سكنية في قطاع غزة للضرر أو للدمار جراء الحرب الإسرائيلية على غزة. وفي 18 يونيو 2024 قال أحمد الصوفي رئيس بلدية مدينة رفح الفلسطيني: إن الجيش الإسرائيلي دمر أكثر من 70% من مرافق المدينة الواقعة في جنوب قطاع غزة وبنيتها التحتية. في 1 يوليو 2024 قالت وكالة الأونروا إن الظروف في جميع أنحاء قطاع غزة أصبحت مروعة وإن مباني القطاع تحولت لأنقاض وسط شح شديد في المياه النظيفة. وفي 15 يوليو 2024 كشف تقرير أممي نشرته صحيفة الغارديان البريطانية أن أكثر من 40 مليون طن من الركام يغطي قطاع غزة وأن إخلاء هذا الركام سيستغرق 15 عاماً وتبلغ تكلفة العملية ما بين 500 إلى 600 مليون دولار.

## تدنيس المقابر
في 14 ديسمبر 2023، ذكرت صحيفة نيويورك تايمز أن القوات الإسرائيلية دمرت أو دمرت ما لا يقل عن ستة مقابر في غزة،  وفي 20 يناير 2024، ذكرت شبكة سي إن إن أن القوات الإسرائيلية دنست ما لا يقل عن ستة عشر مقبرة وحولت بعضها إلى مقابر عسكرية. البؤر الاستيطانية. أفادت مجموعة فورينزيك أركيتكشر في 19 ديسمبر/كانون الأول 2023 أن إسرائيل دمرت أحد أهم المواقع الأثرية في غزة، والذي يقع بالقرب من مخيم الشاطئ للاجئين.